# 那須塩原市立黒磯北中学校
那須塩原市立黒磯北中学校（なすしおばらしりつ くろいそきたちゅうがっこう）は、栃木県那須塩原市埼玉にある公立中学校。

## 沿革

### 年表
- 1986年
  - 4月1日 - 黒磯中学校から分離し、黒磯市立黒磯北中学校として開校。
  - 5月31日 - 校舎落成式（創立記念日）
  - 9月 - 校歌制定、校旗樹立
- 2005年1月1日 - 市町村合併により那須塩原市立黒磯北中学校と改称。

## 教育方針
- 教育目標
  - すすんで学ぶ生徒
  - 最後までやりとおす生徒
  - 人のためにつくす生徒

## 通学区域
通学区域は以下の通りである。
那須塩原市
- 並木町
- 若草町
- 稲村1-2区
- 稲村西町

- 四方寺
- 若松団地
- 美原町
- 松原町

- 東原中央
- 東原1-4区
- 鳥野目
- 小結

- 藤田1-2区
- 小結開拓
- 青木1-3区
- 上埼玉2区の一部

## 交通
- JR東北本線（宇都宮線）黒磯駅より徒歩49分（約3.9km）
- 関東自動車板室線 藤田バス停より徒歩4分（約267m）